# 소년병

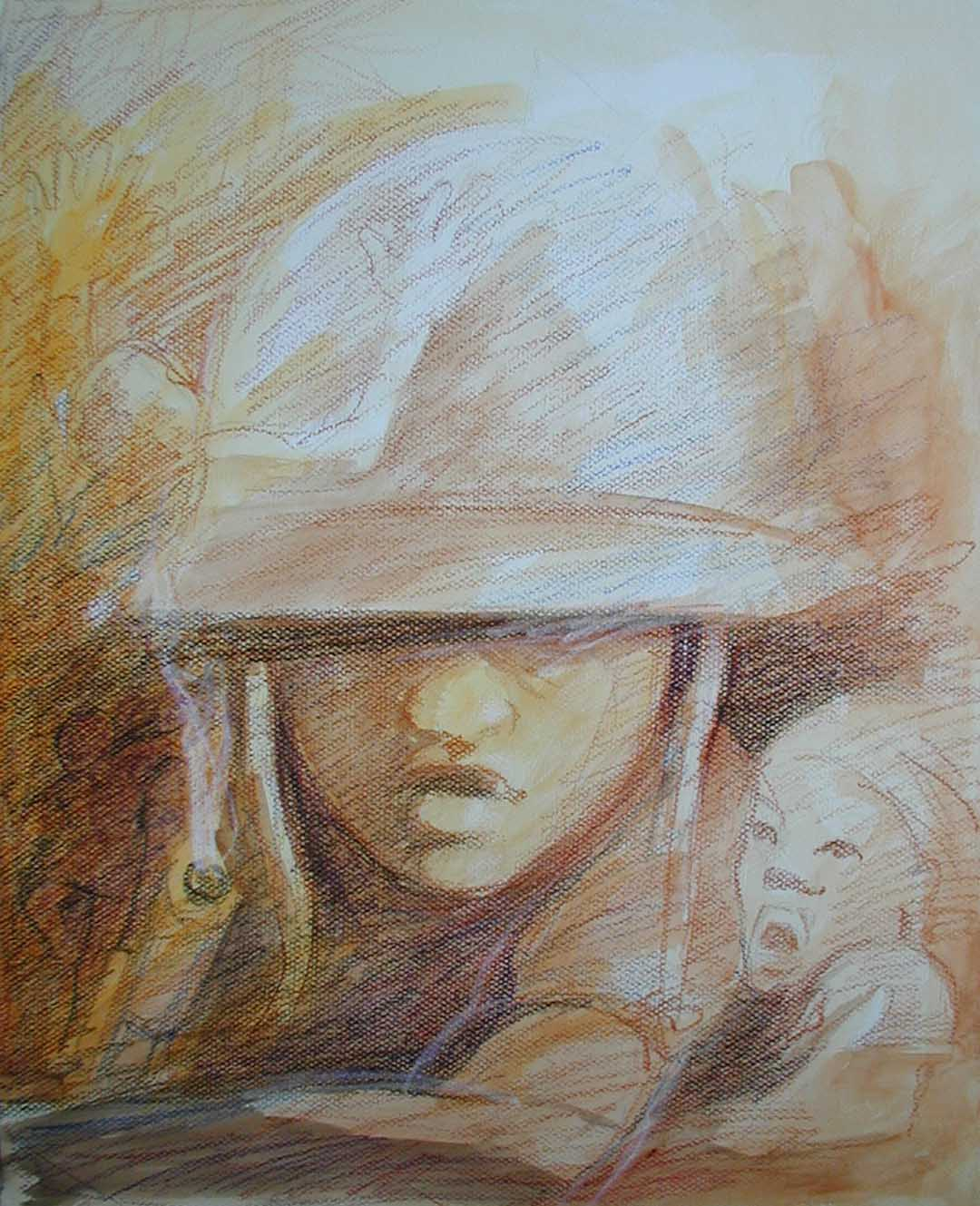
코트디부아르의 어린이 병사 길버트 G. 그루드, 2007

소년병(少年兵, Child Soldier)은 만 18세 미만인 미성년의 군인 또는 그들로 이루어진 군대를 뜻한다.

## 징병의 최소 연령 규정
1989년에 성립된 아동의 권리에 관한 협약 에서는 제38조 제2항에서 징병 가능한 최소 연령을 만 15세로 규정하였다.
또, 국제형사재판소에 관한 로마규정은 국제적 및 비국제적 무력충돌시 15세 미만의 아동을 징집 또는 모병하거나 적대행위에 적극적으로 참여하도록 이용하는 행위를 전쟁 범죄로 규정하고 있다.
 당사국은 15세 미만의 사람을 징병하여서는 아니된다. 15세 이상 18세 미만의 사람에 대하여 징병하는 경우, 당사국은 그 중 최연장자를 우선 징병하도록 노력하여야 한다.— 아동의 권리에 관한 협약 제38조제3항

그러나, 일부 국가들이 이 규약을 공공연히 무시하고 만 10세 미만의 어린이조차 징병하는 일이 계속되자, UN은 2000년에 스위스의 제네바에서 열린 UN 산하 국제회의에서 징병 및 참전을 위한 최소 연령을 만 18세로 끌어올리기로 합의하였고, 2002년 2월 '아동의 무력충돌 참여에 관한 아동의 권리에 관한 협약 선택의정서'가 발효되었다.
이에 따라 각국 정부는 만 16세 미만의 소년을 자원병으로도 모집할 수 없고, 직접적인 적대행위에 내세우지 않는다는 전제 아래에서만 만 16세 이상 18세 미만의 청소년을 자원병으로 모집할 수 있다. 또, 국가가 아닌 기구(게릴라 등)가 소년병을 모집하여 전쟁터로 내보내는 행위는 전면 금지하였다.
제1조 당사국은 18세 미만인 자가 자국 군대의 구성원으로서 적대행위에 직접 참여하지 아니하도록 보장하기 위하여 가능한 모든 조치를 취한다.

제2조 당사국은 18세 미만인 자가 자국 군대에 징집되지 아니하도록 보장한다.

제3조 ① 당사국은 아동의 권리에 관한 협약 제38조에 포함된 원칙을 고려하고 18세 미만인 자는 특별한 보호를 받을 협약상 권리가 있다는 점을 인식하여, 자국 군대에 자원입대할 수 있는 최소연령을 협약 제38조 제3항의 규정보다 연단위로 상향 조정한다.
② 당사국은 자국 군대에 자원입대할 수 있는 최소연령과 이러한 입대가 강제 또는 강요되지 아니하도록 보장하기 위하여 자국이 채택한 보호조치에 관한 내용을 명시한 구속력있는 선언을 이 의정서 비준 또는 가입시 기탁한다.
③ 18세 미만인 자의 자국 군대로의 자원입대를 허용하는 당사국은 최소한 다음 사항을 보장하기 위한 보호조치를 유지한다.
가. 이러한 입대가 진실로 자발적일 것
나. 이러한 입대가 부모 또는 법적 후견인의 고지에 입각한 동의하에 이루어질 것
다. 이러한 지원자가 이러한 병역에 따르는 의무에 대하여 충분히 알고 있을 것
라. 이러한 지원자가 국가의 군대에 선발되기 전 연령을 신빙성 있게 증명할 것
④ 당사국은 국제연합사무총장에 대한 통고로써 언제든지 자국의 선언내용을 강화할 수 있으며, 국제연합사무총장은 모든 당사국에 이를 알린다. 이러한 통고는 사무총장이 이를 접수한 날에 효력을 발생한다.
⑤ 아동의 권리에 관한 협약 제28조 및 제29조에 따라, 연령을 상향 조정할 것을 요구하는 제1항은 당사국 군대가 운영하거나 그 군대 관할하에 있는 학교에는 적용되지 아니한다.
제4조 ① 국가의 군대가 아닌 무장단체는 어떠한 상황에서도 18세 미만인 자를 모집하거나 적대행위에 이용하여서는 아니 된다.
② 당사국은 이러한 모집 및 이용을 방지하기 위하여 이러한 관행의 금지 및 형사 처벌을 위한 법적 조치의 채택 등 모든 가능한 조치를 취한다. — 아동의 무력충돌 참여에 관한 아동의 권리에 관한 협약 선택의정서

## 대한민국의 소년병
한국전쟁 당시 대한민국에서는 고등학교를 중심으로 학교장의 독려 등에 의해 자원입대('학도병')하거나 강제징집 당한 소년병이 2만9천여 명에 이른다. 특히, 강제징집자 중에는 14~16세의 중학생도 섞여 있었다. 이들은 병역의무가 없는 만 18세 미만의 소년이었지만 정식으로 군번을 받은 정규군이었다. 국방부는 60년 간 소년병 자체를 인정하지 않다가 2010년 국민권익위원회의 권유에 따라 실체를 인정했다. 그러나, 국가유공자로는 받아들이지 않고 있다.
또, 대한민국에서는 1968년 1·21 사태 직후 박정희 정부가 '국가안보 우선주의'를 선언하면서 1969년부터 1996년까지 고등학교에 군사교육(교련)을 필수과목으로 지정하였고, 1992년까지 고등학생들에게 집총과 제식 교육·훈련을 시켰다.
현재 대한민국은 병역법에서 입대연령을 만 18세 이상으로 정하고 있고, <국제형사재판소 관할 범죄의 처벌 등에 관한 법률> 제10조 제3항 제5호에서 '만 15세 미만인 사람을 징집하는 행위를 한 사람은 3년 이상의 유기징역에 처한다'고 규정하고 있다. 그러나, 만 15세 이상 18세 미만의 소년에 대해서는 징집을 금지하거나 제한하는 법률 규정이 없다는 점이 지적되고 있다.

## 강제로 징집된 소년병
현재 정치적으로 불안한 국가들에서 소년병들이 강제징집받고 있는데, 앰네스티 보고서에 따르면 우간다와 시에라리온 지역 소년병들이 마약중독과 육체적 학대 및 죽음에 대한 위협 아래 참전을 강요받고 있다. 심지어는 시에라리온 내전 당시 만 12세 미만의 어린이들이 전쟁에 동원된 경우도 있다. 인권론자들은 이 소년병들이 어린 나이에 강제징집되어 강제로 사람을 죽이고 다치게 한 죄에 대한 마음의 상처를 정신과치료와 상담을 통해서 치료받도록 배려해야 한다고 말한다.

## 같이 보기
- 학도병
- 징병제, 징병검사, 모병제
- 대한민국 국군
- 조선의 병역 제도, 대체복무제, 신념에 의한 병역 거부
- 대한민국의 징병제
- 병력에 따른 나라 목록, 군대가 없는 나라 목록